# 에가미 나미오
에가미 나미오(江上波夫, 1906년 11월 6일 - 2002년 11월 11일)는 일본의 고고학자, 도쿄 대학(東京大学) 명예 교수이다.
야마구치현(山口県) 출신으로 기마민족설(騎馬民族説)을 발표한 것으로 유명하다. 그의 기마민족설은 1948년에 「일본 민족 = 문화의 원류(源流)와 일본 국가의 형성」이라는 제목의 심포지엄에서 처음 발표되었고, 「일본의 통일국가의 출현과 야마토 조정(大和朝廷)의 창시는 동북아시아의 부여(夫餘) 계통의 기마민족이 세운 진(辰) 왕조에서 비롯되었고 4세기 말에서 5세기 전반에 달성되었다」는 것을 요지로 하였다.

## 약력
- 도쿄부(東京府) 부립(府立)제5중학을 거쳐 구제(舊制) 우라와 고등학교(浦和高等學校) 졸업.
- 1930년 (쇼와 5년), 도쿄 제국대학(東京帝国大学) 문학부(文学部) 동양사학과(東洋史学科) 졸업.
- 1931년, 동방문화학원(東方文化学院) 연구원이 됨.
- 1935년~1941년, 네이멍구(중국 몽골)의 오론슘 유적을 조사하고 네스토리우스파와 가톨릭 등 교회의 유적을 확인, 또한 불교와도 관련된 문서 자료를 발견하였다.
- 1948년, 도쿄 대학 동양문화연구소(東洋文化研究所) 교수로 재직.
- 1962년, 도쿄 대학 동양문화연구소 소장이 됨.
- 1967년, 도쿄 대학 명예 교수가 됨.
- 1968년, 마이니치 출판 문화상(毎日出版文化賞) 수상.
- 1969년, 자수포장(紫綬褒章) 수여됨.
- 1977년, 훈삼등(勲三等) 욱일중수장(旭日中綬章) 수여, 고대 오리엔탈 박물관장이 됨.
- 1983년, 문화공로자 인정.
- 1991년, 문화훈장(文化勲章) 수여됨.
- 2003년 3월, 에가미 나미오 본인이 요코하마시(横浜市)에 기증한 고고학・역사학・미술・민족 관련 자료 약 2,500점과 문헌자료 약 25,000점을 토대로 「요코하마 유라시아 문화관」이 개관됨.

## 기마민족설
에가미 나미오가 일반적으로 역사・고고학 분야의 관심을 크게 불러 일으킨 것은 로망 가득한 그의 기마민족 정복왕조설(騎馬民族征服王朝說), 흔히 한국에는 기마민족설이라 소개되고 있는 학설이었다. 《고지키》(古事記)나 《니혼쇼키》(日本書紀) 등의 옛 자료에 일본인이 기마민족(騎馬民族)이라고 명시한 기술은 찾아볼 수 없지만 도래인(渡来人)이라 명시한 기술은 수도 없이 많다. 특히 천손(天孫) 니니기노 미코토의 천손강림(天孫降臨)에 대해 일본의 무수한 학자들이 몇 차례에 걸쳐 검증을 거쳤고, 일본의 고대 국가의 기원을 동북아시아의 기마민족에게서 찾으려는 에가미의 장대한 학설은 패전 뒤에도 3년이 지난 1948년에 도쿄(東京) 오챠노미즈 역(お茶の水駅) 부근의 다방에서 에가미 나미오와 그의 동료인 오카 마사오(岡正雄), 하치만 이치로(八幡一郞), 이시다 에이이치로(石田英一郞) 세 사람이 모인 좌담회에서 피력되어, 「일본민족＝문화의 원류와 일본 국가의 형성」라는 특집기사로 발표되었다. 그 전부터 관련이 깊던 학술연구 잡지 『민족학 연구』(民族學硏究)의 출판원이 경제적 어려움을 겪고 있으니 '팔리는 논문'을 써서 돕기로 하자, 는 취지에서 좌담회가 기획되었다고 한다.
기마민족설은 당시 일본 학회의 대논쟁을 불러 일으켰다. 학설 발표 직후 야나기타 구니오(柳田國男), 오리구치 시노부(折口信夫) 등의 민속학자를 비롯해 각계의 연구자들이 학설을 비판하고 나섰다. 이 설에 대해서는 사와라 마코토(佐原眞)를 비롯해 오카우치 미쓰자네(岡內三眞), 아나자와 아코오(穴沢咊光), 스즈키 야스타미(鈴木靖民), 야스모토 비텐(安本美典) 등의 많은 연구자들도 비판하고 나섰다. 히구치 다카야스(樋口隆康)는 대륙에서 현해탄을 건너는 대규모 민족이동을 중국이나 한국, 일본의 사서 어디에서도 기재하지 않고 있으며, 오히려 중국의 사서가 일본 열도의 국가들을 기원전 1세기 이래 서기 7세기까지 일관되게 「왜」(倭)라고 부르고 있다는 점을 지적하며 설의 허술함을 지적했고, 오카우치 미쓰자네도 에가미가 말하는 기마민족이 어떻게 일본에 침입하고 정복했는지 그리고 어떻게 정복 왕조를 세웠는지를 고고학 측면에서 아무것도 입증하지 않고 있다며 학설의 근거 없음을 지적하였다.
에가미는 '학설의 불비(不備)함'을 지적받으면서도 수정과 보강을 이어나갔다. 일본 학계에서는 기마민족설을 의문시하는 태도가 더 강했지만 발표 뒤로도 50년 넘도록 일반에 유포되며 그 생명력을 이어나갔다. 패전 뒤 일본 천황가(天皇家)의 기원을 《고지키》나 《니혼쇼키》 속의 허무맹랑한 신화(神話)에서 찾으려 한 황국사관(皇國史觀)의 속박에서 벗어난 언론은 에가미의 설을 이곳 저곳으로 보도하며 그 전파에 일조했다(북방에서 남쪽으로 내려와 숱한 농경 민족들을 정복해 새로운 왕조를 세운다는 이야기에 로망을 품는 사람도 많았다). 이노우에 미쓰사다(井上光貞)처럼 기마민족설을 높이 평가하는 학자도 있었으며, 미즈노 유우(水野祐)는 기마민족설의 영향을 받은 네오기마민족설을 주창하기도 했다.
만년에 반(反)기마민족설을 주장한 사와라 마코토의 반론으로 두 사람이 격론한 저작도 일본에서 발행되었다. 이 설은 일본 고대사상의 가설로써 학회에서도 격렬한 논쟁을 일으켰으나, 끝내 정설로써는 인정받지 못하였다. 그럼에도 의론 자체는 오늘날까지 종종 회자되고 있다. 한편 기마민족설의 「정복 왕조」라 이름을 붙인 것은 에가미 본인이 아니라 유럽의 학자 카를 비트포겔이 최초였다고 에가미 본인이 밝히고 있다.
현재는 야마토 조정의 뿌리를 한반도에서 찾는 가설(4세기 후반에 부여계 기마민족이 일본 열도에 건너와 정복왕조를 세웠다는 설)을 지지하는 일본사, 고고학 연구자는 거의 없다. 그러나 기마민족설은 「쇼와의 전설」이 되어, 에가미의 학자로써의 진가를 보여주었고 일본의 고고학에 해외조사라는 길을 열어주었다는 점에서도 의의를 갖는다.

## 인물
에가미의 대학에서의 전공은 흉노 문화, 동서문화 교섭사였다. 구제 우라오 중학에 다니던 시절 결핵으로 료시 정(漁師町) 지바(千葉)의 오키쓰(興津, 지금의 가쓰우라 시)에서 요양 생활을 했고 이 당시 바닷가 쪽으로 튀어나온 바위너설들 위를 노닐며 매일 8km씩 걸었고 부모의 기뻐하는 얼굴을 보며 가리지 않고 먹었다고 하며, 85세 때 에가미는 이 일을 두고「덕분에 지금도 다리와 위는 튼튼하지요」라고 말하기도 했다.
1956년에 도쿄대 이란 이라크 유적 조사단장으로 발탁되어 메소포타미아 북부의 텔 엣 탈라탯(Telul eth-Thalathat)의 원시농촌 유적 발굴을 비롯해 유라시아 대륙 전역을 무대로 하는 조사 실적은 일본에서 태평양 전쟁 전후를 통틀어 모두 20회에 달한다(그 경험을 살려 1990년부터 4년 간 칭기즈 칸의 능묘를 탐색하고자 몽골에서 조사를 지휘하기도 했다).
「고고학은 발로 뛰는 것이 기본이다」라는 지론을 갖고 있어 작업복에 등산모 차림으로 진흙탕이나 강도 서슴없이 걸어들어갔으며 저녁 식사 때는 남다른 식욕을 보였다. 눈 앞에 뭔가 나타날 때마다 「(무덤은) 여기입니다!」라고 말하는 에가미의 모습에 주위에서는 술렁였지만 그것들은 모두 다른 시대의 유적들이었다. 현장에서 질문을 받으면 초원의 바닥에 그냥 주저앉아 파리가 꾀건 말건 설명을 이어나갔다.
「사람의 본성은 선한가 악한가」라는 질문에 그 자리에서 「악하다」라고 대답했다. 그러나 나가이 가즈타카(永井一顕)는 「에가미만큼 사람을 좋아하는 사람도 없었다」고 증언한다.
시인으로써의 일면도 있어 겐닌(幻人)이라는 필명으로 낸 시집 「겐닌 시초」는 소설가 이노우에 야스시도 찬탄할 정도였다. 1996년에 출판된 신판「겐닌 시초」에 1991년에 지은 「몽골 게르의 객지에서 거듭 자며」(蒙古包に旅寝を重ねて)에서 "지금 노년이 다 되어 다시/몽골 초원으로 되돌아가/칭기즈 칸의 능묘 탐사대에 가담한다"(いま老年に及んで 再び/モンゴル草原に還り/チンギス汗の陵墓探査隊に加わる), "초원은 우리 꿈이 떠다니는 곳/예순 평생이 지금에 감돈다(草原はわが夢の漂うところ/六十有年 今に漂う)"는 시로 끝맺고 있다.
도쿄 대학 명예 교수, 일본 문화훈장 수상, 고대 오리엔트 박물관장, 리틀 월드 인간 박물관장도 지냈다.

## 영향
- 만화가 테즈카 오사무(手塚治虫)는 「불새 여명편」에서 에가미의 기마민족설을 채용하였다.
- 소설가 마쓰모토 세이초(松本清張)는 에가미와 자주 대담을 가졌다(기타큐슈 시 고쿠라 태생인 세이초는 야마타이국 논쟁에서 규슈설을 지지했다).
- 작가 시바 료타로(司馬遼太郎)는 에가미 나미오를 가리켜 “몹시 경애하는 사람”이라 칭했다. 독자적 가설이 없이는 학문도 없다는 신념을 가진 시바는 "일본 고고학자로 40년을 견디며 가설을 제시하고 있는 학자"로써 에가미에 대해 최고의 평가를 내렸고 경의를 표하였다.
- 역사학자 나오키 고지로(直木孝次郎)는 기마민족설을 검증한 끝에 가와치 정권론(河内政権論)을 제창하였다.
- 고고학자 미즈노 유우가 제창한 왕조교체설(王朝交替説)은 기마민족설의 영향을 받은 점이 지적되며 「네오 기마민족설」이라 불리고 있다.
- 모리 마사오(護雅夫), 하야시 도시오(林俊雄) 등과의 좌담회에서의 회상을 담은 『동양학 회상Ⅷ　학문의 추억〈3〉』(도스이 쇼보刀水書房, 2000년)이 있다.
- 소마 다카시(相馬隆, 쓰쿠바 대학 명예교수)는 도쿄 대학 시절 에가미에게 배웠고, 저작 『유사해서고문화논고(流沙海西古文化論考) 실크로드의 동서교류』(야마카와 출판사)가 있다.
- 오오쓰카 하쓰시게(메이지 대학 명예교수)는 에가미 나미오의 죽음에 대해 「일본의 고고학을 세계에 알리는데 선생만큼 기여한 사람이 없다. 큰 별이 초원에 떨어진 느낌이다. 그렇게 스케일 큰 사람은 다시 태어나지 않을 것이다.」라고 말했고, 모리 고이치(森浩一) 도시샤 대학(同志社大学) 명예교수, 우에다 마사아키(上田正昭) 교토 대학(京都大学) 명예교수도 에가미 나미오를 추모하는 말을 남겼다.
- 일본의 왕족 히타치노미야 마사히토 왕자는 궁중에서 에가미를 보고 첫인사를 건넬 때 「기마민족 에가미 선생이시구려」라고 말을 걸었다. 또한 미카사노미야 다카히토 왕자(三笠宮親王)와 에가미 나미오는 모두 일본 내에서 오리엔트 동양학 연구에 공헌한 바 있다.
- 한국의 전두환 전 대통령이 일본을 공식 방문했을 때 궁중 만찬회에서 쇼와 천황(昭和天皇)은 「과거의 불행」 발언에 이어 「윤음」(お言葉) 낭독 중에 「6, 7세기 일본의 국가형성 때에 조선 반도로부터 비상한 영향을 받았다」고 발언한 사실이 에가미 나미오과 사와라 마코토 공저 『기마민족은 왔는가 오지 않았는가』(騎馬民族は来た？来ない？)에 실려 있는데 사와라는 이에 대해 「아주 재미있게 생각한다」고 말하고 천황의 관련 발언이 에가미 학설의 영향일지도 모른다는 생각을 밝혔다.[8]